# Cuando canta el corazón
Cuando canta el corazón es una película de Argentina en blanco y negro dirigida por el realizador estadounidense Richard Harlan según el guion de Juan José Piñeiro, Ruy de Solana y Rodolfo M. Taboada que se estrenó el 6 de agosto de 1941 y que tuvo como protagonistas a Hugo del Carril, Aída Luz, José Olarra y Felisa Mary.

## Sinopsis
Un joven de familia acomodada se enamora de una actriz de revista y se casa con ella pese a la oposición de sus padres.

## Reparto
- Hugo del Carril …Martín Cuitiño Méndez
- Aída Luz …Lucy Fuentes
- José Olarra …Don Olegario Cuitiño
- Felisa Mary …Doña Angélica
- Oscar Valicelli …Pedrito
- Adrián Cúneo … Luis María Pelizábal Hunter de Agostarena "Coco"
- María Esther Gamas …Emma Cuitiño
- Julio Scarcella … Jerónimo Di Paula
- Vicky Astori …Gloria Norton
- Eva Guerrero …Mangacha
- Joaquín Petrosino …Juancho Vargas
- Agustín Barrios …Federico
- Julio Renato …El franciscano
- Alberto Terrones …Roncales
- King Wallace …El cuidador
- Emilio Fuentes …El ilusionista
- Warly Ceriani

## Comentarios
La crónica de La Nación señaló que Harlan se mostraba vulgar en sus recursos, La Razón dijo que la anécdota no tiene motivos originales, Roland afirmó que los personajes tenían poca consistencia aunque la factura era buena en general y para Calki la trayectoria argumental del filme es reducida y simple.